# Bovenkerk (église)
La Bovenkerk (en français 'église supérieure') est une église protestante située dans la ville de Kampen aux Pays-Bas. 
C'est la plus grande église et la deuxième plus haute structure de la ville.
Elle est dédiée à saint Nicolas.

## Historique
La construction a commencé au XIIe siècle avec une église romane puis gothique dans le dernier quart du XIIIe siècle. 
Le chœur a é été construit dans le dernier quart du XIVe siècle, puis l'ensemble de l'église a été terminée dans la deuxième moitié du XVe siècle.

## Dimensions
Les dimensions de l'édifice sont les suivantes :

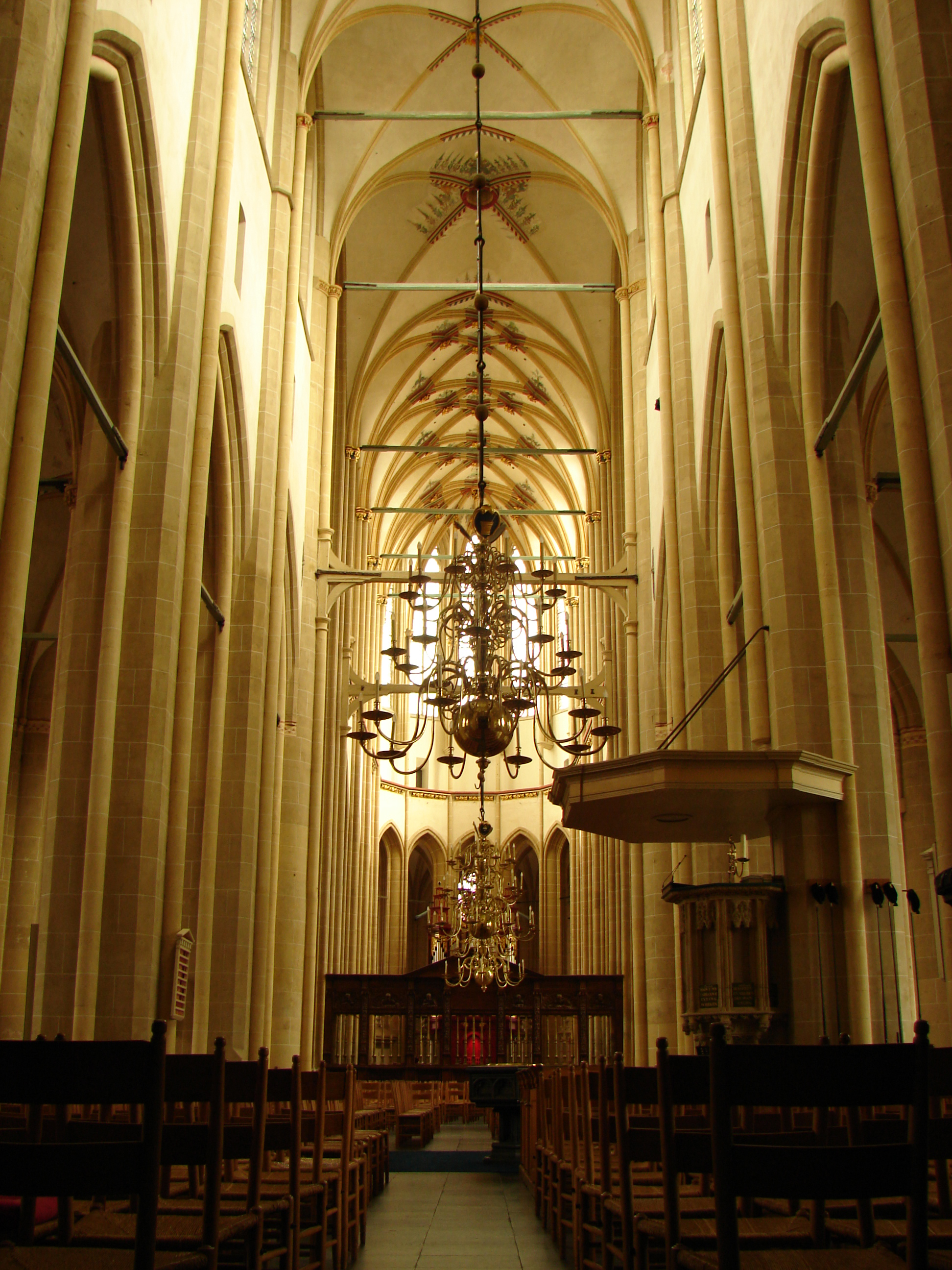
Intérieur de l'église

- Hauteur sous voûte : 27 m[2] ;
- Hauteur de la tour : 70,5 m[3].